# アラゲタデ
アラゲタデ（荒毛蓼、Persicaria tomentosa、シノニム：Persicaria lanatum、Persicaria attenuata subsp. pulchra）とは、タデ科イヌタデ属の草本。

## 概要
日本では沖縄県の大東諸島（北大東島・南大東島）のみに、日本国外では朝鮮、台湾、アジアの熱帯地域、アフリカと広く分布する。湿地に生育する。大東諸島が北限。
多年草で、高さ60～100cm。基部は匍匐し、上部は斜上し、長さ2m程度まで成長する。葉は互生、披針形～長披針形で、長さ5～10cm、先端は尖る。葉の両面に白い絹毛を持つ。花は穂状花序で、茎頂や葉腋から長さ3～7cm花軸を出し、その先に白色の花を蜜につける。
日本では生育地が限られる他、自生地である湿地の開発、除草剤による影響で個体数が減少している。

## 保護上の位置づけ
絶滅危惧IB類 (EN)（環境省レッドリスト）
生育地である下記の地方公共団体が作成したレッドデータブックに掲載されている。
- 沖縄県：絶滅危惧IB類